# Organisation en réseaux
Pour les articles homonymes, voir Réseau (homonymie).
En intelligence économique, l'organisation en réseaux est l'un des 11 facteurs du modèle d'intelligence économique. Elle concerne l'organisation des réseaux humains.

## Types de réseaux
On distingue généralement quatre types de réseaux :
- les réseaux de compétence : ce sont par exemple les pôles de compétence, les entreprises étendues, qui tissent des liens en fonction des compétences professionnelles ;
- les réseaux de confiance : ce sont les plus durables (amis, famille...) ;
- les réseaux de circonstance : ils sont mis en place dans l'urgence pour répondre à un problème précis ; ils sont très rarement évoqués par les industriels ;
- les réseaux sociaux : ils se multiplient aujourd'hui autour d'outils Web. Ce sont des liens faibles.

## Critères
Le modèle d'intelligence économique de l'AFDIE distingue 44 critères :
1. Identifier les réseaux existants ;
2. Améliorer le fonctionnement et l'efficacité des réseaux ;
3. Créer des réseaux ad hoc ;
4. Maîtriser l'information orale et écrite ;
5. Associer complémentarités internes et externes ;
6. Donner du sens à des informations dispersées ;
7. Créer des connaissances nouvelles et favoriser l'apprentissage ;
8. Diffuser l'information et combattre sa rétention à l'intérieur du réseau ;
9. Éclairer et préparer les stratégies de lobbying et d'influence.

À ces critères, il faudrait ajouter un critère de sécurité, concernant la protection du patrimoine informationnel partagé par le réseau.

## Traduction dans lesréseaux informatiques
Lorsque le réseau est constitué par une communauté d'intérêt qui travaille sur la base d'intérêts communs, la satisfaction des critères d'intelligence économique peut être obtenue efficacement par l'utilisation de standards de métadonnées (registre de métadonnées...). Ceux-ci permettront :
1. de définir les objectifs communs ;
2. d'améliorer les recherches d'information par les moteurs de recherche ;
3. de formaliser les réseaux en fonction de données précises et validées ;
4. de maîtriser les sources ouvertes ;
5. d'identifier les compétences nécessaires ;
6. d'aller dans le sens des orientations stratégiques et de se conformer à la règlementation ;
7. de structurer l'accès aux ressources informatiques et leur diffusion ;
8. de rassembler la documentation par la Gestion électronique des documents,

et surtout de protéger le patrimoine informationnel, et d'éviter les risques de pillage technologique.
La stratégie donnée en réseau-centré (Net-Centric Data Strategy) du département de la Défense des États-Unis repose sur trois éléments clés, dont le premier est la définition de communautés d'intérêt.